# Volkovysk
Volkovysk (vitryska: Ваўкавыск) är en stad och ett administrativt distrikt med samma namn på 1 193 kvadratkilometer i Hrodna voblast i Belarus. Staden ligger nära den polska gränsen och är en betydelsefull gränsövergång mellan EU och Östeuropa. I centralorten bor omkring 44 110 invånare, medan regionen med sina 190 samhällen har cirka 82 700 invånare. Till de större samhällena vid sidan av Volkovysk räknas Podorsk, Kamenitsa, Izabelin, Khatkovtsy, Mstibovo, Ross, Krasnoselskiy, Vereiki, Replya och Volpa.

## Stadens äldsta historia
Volkovysk är och har varit ett gränsområde mellan östra och västra Europa, där kulturer, språk och religioner har mötts under en mycket lång tid. Nationsgränserna har dragits om ett stort antal gånger över området och flera stora europeiska krig har drabbat detsamma alltsedan forntiden. Staden firade sitt 1000-årsjubileum 2005, då den namnges första gången i Turov-krönikan 1005, men redan från 900-talet har man hittat spår av fast bosättning i borgliknande anläggningar på kullar i anslutning till den nuvarande staden. Lokalhistorikern George Peh utförde utgrävningar där och runt omkring staden under mellankrigstiden, vars fynd numera finns på det regionala museum som han öppnade på egen bekostnad i herrgården Bagration under samma tid, vilket för övrigt under senare år har fått en tillbyggnad.
Volkovysk förvandlades till en stad – omnämnd i Hypatius-krönikan 1252 - och blev centrum för hantverk och handel i början av 1100-talet. Borgen, där bosättningen hade funnits tidigare, kom med tiden att bli en av landsändans viktigaste slott. Det grundades av Mindaugas I av Litauen (ca 1203-1263) och beboddes av bland annat den polska kungen och litauiska storfursten Sigismund I av Polen. Den 11 januari 1386 undertecknades ett dokument av polska delegater som bekräftade att den litauiska storfursten Vladislav II av Polen skulle väljas till polsk kung om han dessutom gifte sig med Polens dåvarande kung Hedvig av Polen. På så sätt uppstod i Volkovysk det Polsk-Litauiska Samväldet som kom att vara mellan åren 1386-1795. Slottet torde ha förstörts av svenska trupper under Karl X Gustavs polska krig 1655-1660. Ett krig då även ryska trupper ockuperade staden och allvarligt ödelade densamma, då Volkovysk under den här tiden fortfarande var en del av Polen-Litauen.
År 1410 intogs och brändes staden av Tyska orden. Volkovysks regemente deltog samma år i Slaget vid Tannenberg (1410). År 1503 förvärvade staden Magdeburgrätten.

## Svenska berget
I sydöstra utkanten av Volkovysk finns en kulle som översatt från ryska heter Svenska berget, fast den borde rimligtvis för sin maximala höjd på mellan 28 och 32,5 m heta Svenska kullen. Om den finns åtminstone ett par lokala sägner. Den vanligaste säger att kullen gjordes av svenska trupper som var stationerade nära Volkovysk under Karl X Gustavs polska krig 1655–1660. Varje soldat tog en skopa jord för att göra kullen. En mindre vanlig legend berättar att kullen uppfördes under ett av alla krig som har drabbat staden, då svenska soldater reste den som en grav över sina döda härförare. Sägnerna har inget att göra med kullens uppförande, då dess förhistoria är flera hundra år äldre. Arkeologiska utgrävningar under mellankrigstiden och på senare år visar att det fanns en tidig stadsbildning och begravningsplatser åtminstone vid brytningstiden mellan heden- och kristendom, ty så sent som på 2000-talet grävdes det fram kristna gravar som var lagda över boplatslagren. Svenska berget är den högsta punkten i närheten av staden och har branta sluttningar med en skålformad topp på drygt 32 meter. Ett vallsystem omger kullen. Väster om den svenska kullen finns en annan kulle på vars topp det finns en fornborg. Dess höjd är lägre, men omkretsen större. I närheten av denna torde även slottet i Volkovysk ha varit beläget, som sägs ha sprängts sönder av svenskar åren omkring 1655. Kanske detta har föranlett namnet Svenska berget. Lokalhistoriken vill tidigarelägga svenska arméns närvaro i regionen till åren 1654–1655, men den uppträder inte här förrän våren 1657, då orter som Brest-Litovsk, Brzesc och Hrodna i nuvarande Vitryssland intas. Rimligtvis borde det ha varit under detta år som även svenskarnas härjningar i Volkovysk ha skett. Inte ens lokalhistorikerna verkar ha klart för sig varför namnet Svenska berget har tillkommit en gång i tiden. Skolavslutningarna i staden brukar firas här.
Slottet i Volkovysk var inte det enda som förstördes under detta krig, så också det i Czersk som sprängdes av svenskarna efter katastrofen i Warka och det övergivna slottet i Sandomierz som på den västra sidan av Wisła gick i luften, sprängt av en dold mina. Byar brann, städer och kyrkor sköts sönder. Ett halvt sekel efter Karl X Gustavs härjningar återkom svenskarna 1706, då bland annat Vitrysslands äldsta slott i Novogrudok från 1100-talet brändes ned. Ännu idag är det en ruin.